# Superliga 1996-1997 (Slovacchia)
L'edizione 1996-97 della Corgoň Liga ha visto la vittoria finale del 1.FC Košice.
Capocannoniere del torneo fu Jozef Kožlej (1.FC Kosice), con 22 reti.

## Classifica finale
|    | Classifica          | G  | V  | N  | P  | GF | GS | Dif | Pt |
| -- | ------------------- | -- | -- | -- | -- | -- | -- | --- | -- |
| 1  | VSS Košice          | 30 | 21 | 7  | 2  | 61 | 19 | 42  | 70 |
| 2  | Spartak Trnava      | 30 | 21 | 6  | 3  | 66 | 24 | 42  | 69 |
| 3  | Inter Bratislava    | 30 | 15 | 5  | 10 | 49 | 33 | 16  | 50 |
| 4  | Slovan Bratislava   | 30 | 13 | 9  | 8  | 38 | 53 | -15 | 48 |
| 5  | Dukla B.B.          | 30 | 13 | 5  | 12 | 48 | 37 | 11  | 44 |
| 6  | Tatran Prešov       | 30 | 12 | 7  | 11 | 37 | 38 | -1  | 43 |
| 7  | Partizán Bardejov   | 30 | 11 | 7  | 12 | 34 | 36 | -2  | 40 |
| 8  | Banik Prievidza     | 30 | 10 | 7  | 13 | 41 | 43 | -2  | 37 |
| 9  | Žilina              | 30 | 11 | 4  | 15 | 30 | 34 | -4  | 37 |
| 10 | Lokomotíva Košice   | 30 | 8  | 13 | 9  | 27 | 31 | -4  | 37 |
| 11 | Humenné             | 30 | 11 | 3  | 16 | 34 | 44 | -10 | 36 |
| 12 | Rimavská Sobota     | 30 | 11 | 3  | 16 | 31 | 46 | -15 | 36 |
| 13 | Artmedia Petržalka  | 30 | 9  | 8  | 13 | 29 | 49 | -20 | 35 |
| 14 | DAC Dunajská Streda | 30 | 9  | 7  | 14 | 29 | 45 | -16 | 34 |
| 15 | Dubnica             | 30 | 8  | 8  | 14 | 29 | 43 | -14 | 32 |
| 16 | Nitra               | 30 | 5  | 5  | 20 | 22 | 48 | -26 | 20 |

### Verdetti
- 1.FC Kosice campione di Slovacchia 1996-97.
- ZTS Dubnica e Nitra retrocesse in II. liga.

## Statistiche e record

### Classifica marcatori
| Gol |  |  | Giocatore        | Squadra             |
| --- |  |  | ---------------- | ------------------- |
| 22  |  |  | Jozef Kožlej     | VSS Košice          |
| 14  |  |  | Július Šimon     | Spartak Trnava      |
| 12  |  |  | Szilárd Németh   | Slovan Bratislava   |
| 10  |  |  | Rolf Landerl     | Inter Bratislava    |
| 9   |  |  | Ľubomír Luhový   | Inter Bratislava    |
| 9   |  |  | Róbert Semeník   | VSS Košice          |
| 9   |  |  | Jozef Pisár      | Rimavská Sobota     |
| 9   |  |  | Ivan Lapšanský   | Dukla B.B.          |
| 9   |  |  | Jaroslav Timko   | Spartak Trnava      |
| 9   |  |  | Milan Rimanovský | DAC Dunajská Streda |